# 콜우드
해밀턴(영어: Colwood)은 캐나다 브리티쉬컬럼비아 주 밴쿠버섬에 있는 도시이다. 빅토리아의 동남쪽 방향에 위치해 있다. 콜우드는 1985년부터 도시로 설립되었으며 약 15,000명의 인구가 있다. 콜우드는 빅토리아의 센서스 광역도시권 (Victoria Census Metropolitan Area) 또는 빅토리아 주도지역의 속에 있는 웨스트 쇼어라는 교외 자치지역에 위치해 있다.

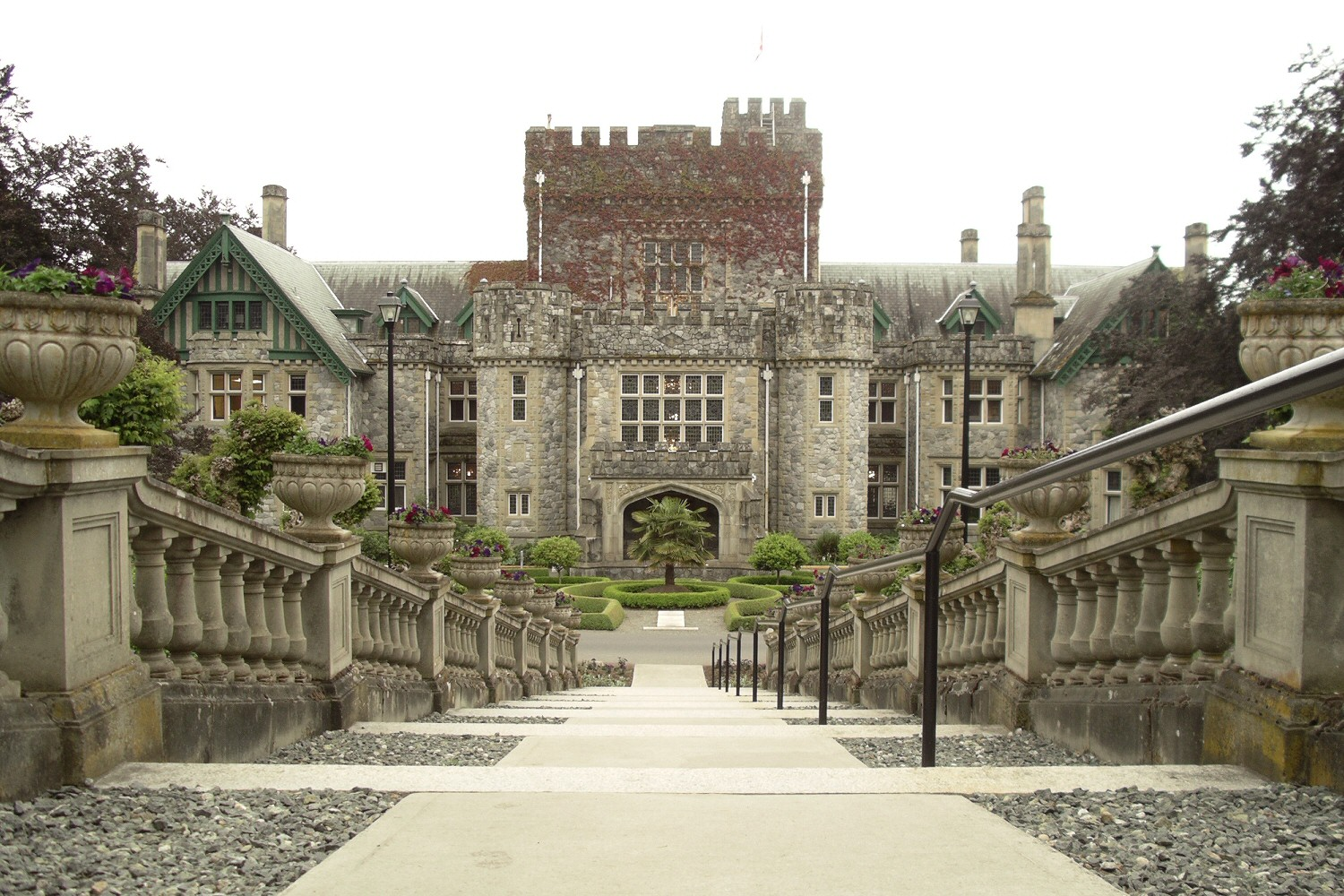
해틀리 성

콜우드의 대표적인 명소는 해틀리 성으로 지금은 로열 로즈 대학교의 본거지이다. 스코틀랜드식 버로니얼 건축양식으로 지어진 해틀리 성은 원래 브리티쉬컬럼비아 주의 부총독으로 임명된 제임스 던스뮤어 전 부총리의 저택으로 지었다. 1940년 쿨우드는 제2차 세계 대전이 곧바로 발발했을 당시 영국 연방 왕국의 주체인 국왕의 본거지가 될 뻔 하였다. 캐나다 정부는 그 당시 영국의 군주 조지 6세, 배우자 엘리자베스 왕비, 두 딸 엘리자베스와 마거릿을 콜우드의 해틀리 성으로 피난할 계획을 세웠다. 하지만 그들은 유럽 본토의 전선에 가까운 런던과 윈저 성에 머물기로 결심하였다. 캐나다 연방정부는 해틀리 성을 나중에 캐나다 군에 팔았다. 그 결과로 이 공유지는 곧 1941년부터 1990년대 중반까지 사용하였던 해군용 훈련 기지인 로열 로즈 군사대학교로 쓰였다. 1990년대에 이 군사대학교는 폐쇄하였지만 그 땅은 현재 1995년에 열렸던 로열 로드 대학교라는 민간대학으로 쓰인다. 그 공유지 안에 있는 대저택은 일본식 정원이 포함한 넓은 정원이 있다.
피스가르드 등대는 콜우드에 있는 캐나다의 국가사적이다. 피스가르드 등대의 자동화로 1929년부터 등대를 지키는 사람은 없지만 매년 방문객들이 19세기에 지었던 등대에 들어가서 배들의 침몰을 막았던 박진감을 경험할 수 있다. 밴쿠버섬이 캐나다로 편입하기 이전, 영국이 1860년에 지었던 피스가르드 등대의 하얀색 탑과 빨간색 벽돌집은 에스퀴몰트 항구의 입구에 서 있다. 영국 왕립해군의 태평양 함대가 쓰였던 등대지만 오늘날 캐나다 왕립해군 소속 태평양 함대의 본부를 가리키는 등대로 사용한다.
콜우드는 또한 캐나다의 국가사적이 관리하는 [[:en:http://www.pc.gc.ca/eng/lhn-nhs/bc/fortroddhill/index.aspx%7C포트%5B깨진+링크(과거+내용+찾기)%5D 로드 힐]]이 있다. 1890년대에 영국인들이 군사적인 목적으로 지었던 이 대포용 요새는 빅토리아와 에스퀴몰트 해군기지를 보호하는 목적으로 설계하였다. 관광객들은 고풍스러운 대포 3개씩 있는 여러 포열, 지하 무기창고, 전투 사령부, 위병소, 막사, 그리고 탐조등의 관람할 수 있다. 포트 로드 힐은 피스가르드 등대와 가깝고 길고 탁트인 물가에 맞닿은 공원 안에 있다.
콜우드는 철새 보호구역이 있는 에스퀴몰트 석호, 후안 데 푸카 레크리에이션 센터, The Q 센터, 로열 콜우드 골프 클럽, 올림픽 뷰 골프 클럽, 그리고 웨스트 쇼어 지역의 도서관 시설들이 있다. 빅토리아의 남부에 위치한 도시로 콜우드는 서부 캐나다의 최남단에 위치한 도시이다.

## 같이 보기
- 해틀리 공원 국정사적지